# Su Song

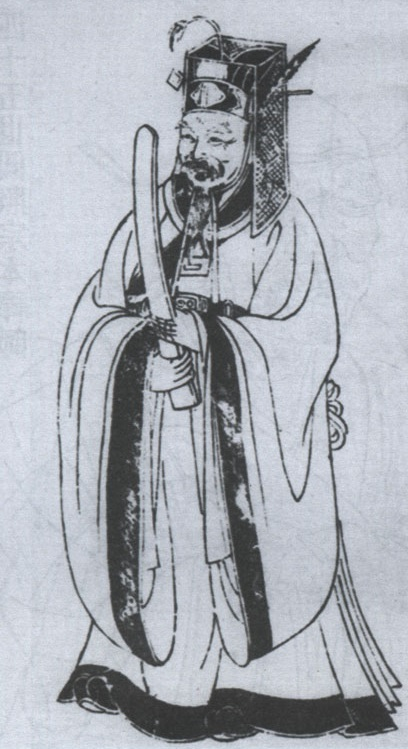
Su Song

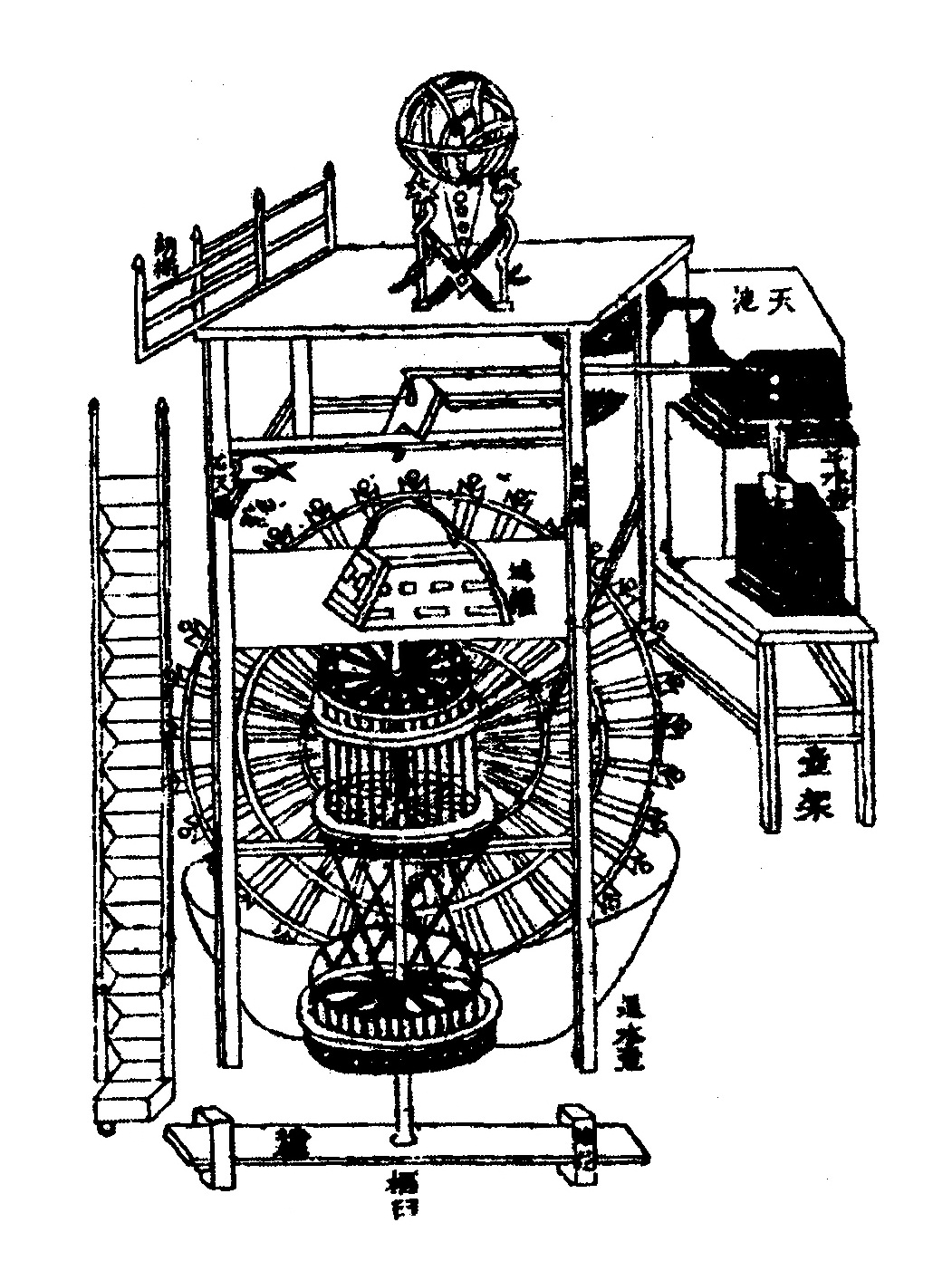
Der von Su Song entworfene Uhrenturm

Su Song (chinesisch 蘇頌 / 苏颂, Pinyin Sū Sòng; Zí Zirong 子容,  Zǐróng; * 1020 nahe Quanzhou; † 1101) war ein chinesischer Universalgelehrter, der insbesondere als Erfinder, Ingenieur, Kartograph, Astronom, Mineraloge, Zoologe, Poet, Minister und Botschafter der Song-Dynastie wirkte. Seine wichtigste Erfindung war eine wasserbetriebene
astronomische Uhr (shuiyun yixian tai), die über eine Hemmung und ein Kettengetriebe verfügte und in Kaifeng aufgestellt wurde. Über diesen Mechanismus hat Su Song auch ein Buch geschrieben (1092), in dem er seine Uhr genau beschrieb mit 47 Illustrationen. Sie ist in verkleinertem Maßstab später in China nachgebaut worden (Historisches Museum Peking) und in London im Science Museum.

## Leben
Su Song selbst war ein hoher Staatsbeamter mit vielseitigen Interessen, unter anderem sammelte er Kunst. Bei den Prüfungen für die Beamtenlaufbahn wurde er an oberster Stelle eingeordnet für einen Aufsatz über den chinesischen Kalender. Er war Präsident des Ministeriums für Personal und ab 1086 des Justizministeriums und brachte es bis zum Vizepräsidenten des Sekretariats der Staatskanzlei. 1063 gab er eine kommentierte Ausgabe des Huainanzi heraus. Politisch hielt er sich sowohl von der Konservativen als auch von den Reformern fern, obwohl viele seiner Freunde zu den Konservativen zählten. 1077 war er auf diplomatischer Mission zur Liao-Dynastie der Kitan im Norden. Dort studierte er auch den Kalender der Kitan, den er für besser fand als den eigenen der Song-Dynastie. Es kam sogar zu einem diplomatischen Eklat aufgrund des Kalenders, der bei den Song einen Tag gegenüber dem der Liao vorging und der Geburtstag des Liao-Herrschers auf die Wintersonnenwende fiel und von der Gesandtschaft nach Auffassung der Gastgeber falsch datiert wurde. Der Protokollbeamte empfing daraufhin die Gesandtschaft an dem betreffenden Tag nicht. Das führte später zur Bestrafung von Astronomen und Kalenderbeamten. Der Kaiser ordnete auch an, dass verschiedene Kalender geduldet werden sollten und der Vorfall war möglicherweise ein Grund, dass der Kaiser Song Zhezong (1076–1110) mit dem Bau der astronomischen Uhr beauftragte. Su Song konnte dank seiner guten kartographischen Kenntnisse auch in Grenzstreitigkeiten zwischen der Song- und Liao-Dynastie vermitteln und wurde 1081 beauftragt eine Geschichte der diplomatischen Beziehungen zwischen Song- und Liao-Dynastie zu schreiben (am Ende ein umfangreiches Werk von 200 Bänden).

## Astronomische Uhr
Die komplexe Uhr war in einer dreistöckigen hölzernen Pagode (12 m hoch und 7 m breit). Neben der Tageszeit (nach drei damals verbreiteten Zeitskalen) zeigte sie auch den Lauf der Gestirne und Planeten in einem bronzenen Himmelsglobus im zweiten Stock und einer bronzenen Armillarsphäre zur Himmelsbeobachtung im obersten dritten Stock. Ein senkrechtes Wasserrad mit Ankerhemmung trieb über Zahnräder eine vertikale Achse an, die die acht waagerechten Uhrräder für die Zeitanzeige und Himmelsglobus und Armillarsphäre antrieben. Zusätzlich gab es alternativ zur durchgehenden vertikalen Achse in späteren Verbesserungen ein Himmelsleiter genanntes Kettengetriebe, das die Armillarsphäre antrieb. Im Lauf der Zeit wurde nach Needham mit dem Mechanismus experimentiert und Anpassungen und Änderungen vorgenommen. Es gab vier Arten von Schlaginstrumenten (Glocken, Trommel, Gong) zur Zeitanzeige (mit vier Puppen, die die Schläge ausführten) und außerdem 158 hölzerne Puppen, die auf einem Rad rotierten und in Fenstern zur Zeitanzeige erschienen. Su Song baute die Uhr mit Han Gonglian ab 1086, dem ersten Jahr der Yuanyou Regierungszeit der nördlichen Song-Dynastie, und sie brauchten für den Bau sieben Jahre. Angetrieben wurde es von einem Wasserrad, das Wasser von einer Klepsydra (Wasseruhr) erhielt. Die Uhr wurde 1127 bei der Eroberung von Kaifeng durch die Jin-Dynastie von den Eroberern abgebaut und nach Peking geschafft. Dort konnten sie sie aber nicht wieder zum Laufen bringen und auch ein in Kaifeng versuchter Nachbau als Ersatz der abgebauten Uhr schlug fehl. Das Buch von Su Song erschien 1094 als Blockdruck und sorgte dafür, dass die in der Uhr verwirklichten Ideen bekannt blieben. Es wurde im 17. und 19. Jahrhundert in China nachgedruckt.
Wassergetriebene Uhren gab es in China schon zuvor in langer Tradition: schon im 2. Jahrhundert v. Chr. baute Zhang Heng (78 – 139 v. Chr.) einen wassergetriebenen Himmelsglobus. 979 baute Zhang Sixun eine 4 m hohe astronomische Uhr neuen Typs, der unmittelbare Vorläufer des Instruments von Su Song.

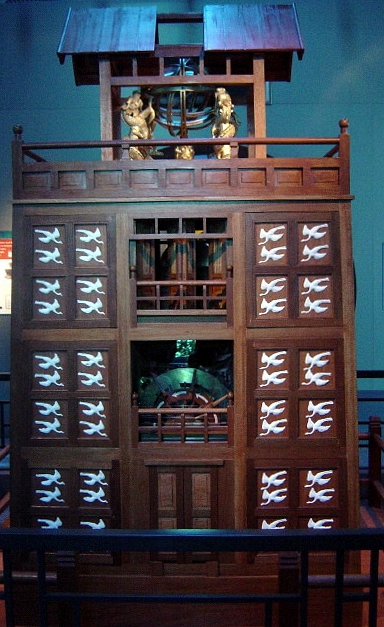
Modell-Nachbau der astronomischen Uhr

Der Wissenschaftshistoriker Joseph Needham veröffentlichte 1960 detaillierte Studien zur Uhr von Su Song in einem Buch und regte Anfang der 1960er Jahre weitere Beschäftigung mit ihr in England an. So stammt eine Rekonstruktion der Ankerhemmung samt Demonstration an einem Modell (1961) von dem Ingenieur beim General Post Office John Combridge.

## Sonstige Werke
Von Su Song stammen auch die ältesten gedruckten Himmelskarten. 1070 veröffentlichte er mit einer Reihe von Gelehrten ein Arzneibuch (Bencao Tujing) mit vielen Informationen zu Mineralien, Tieren und Pflanzen und zur Metallurgie.